# Penya-segats de Moher
Els penya-segats de Moher (en anglès Cliffs of Moher, en gaèlic irlandès, Aillte an Mhothair, literalment, «penya-segats de la ruïna») es troben en el límit sud-occidental de la regió del Burren, a prop de Doolin, al comtat de Clare de la República d'Irlanda.
Els penya-segats prenen el seu nom d'una antiga fortalesa que va estar en Cap de la Vella, el punt més meridional dels penya-segats. L'escriptor TJ Westropp es refereix a ells com Moher ui Ruiz o Moher ui Ruidhin. La fortalesa encara estava en peu el 1780 i s'esmenta en un compte de John Lloyd en una breu visita de Clara (1780). El camp on el fort estava encara es diu Moher un Thairbh.
Els penya-segats són compostos principalment de llims, pissarres i gresos, amb les roques més antigues que es troben a la part inferior dels penya-segats.
Hi ha molts animals i aus que viuen als penya-segats. La majoria d'aquests són les aus, amb una estimació de 30.000 aus, el que representa més de 20 espècies. Entre ells, frarets de l'Atlàntic, que viuen en grans colònies en parts aïllades dels penya-segats i en la petita illa de la Goat. També hi són presents falcons, gavines, somorgollaires, corbs marins, corbs i gralles.
Els penya-segats s'eleven 120 m sobre l'oceà Atlàntic al punt anomenat Hag's Head i s'estenen al llarg de 8 quilòmetres fins a arribar a una alçada de 214 m.

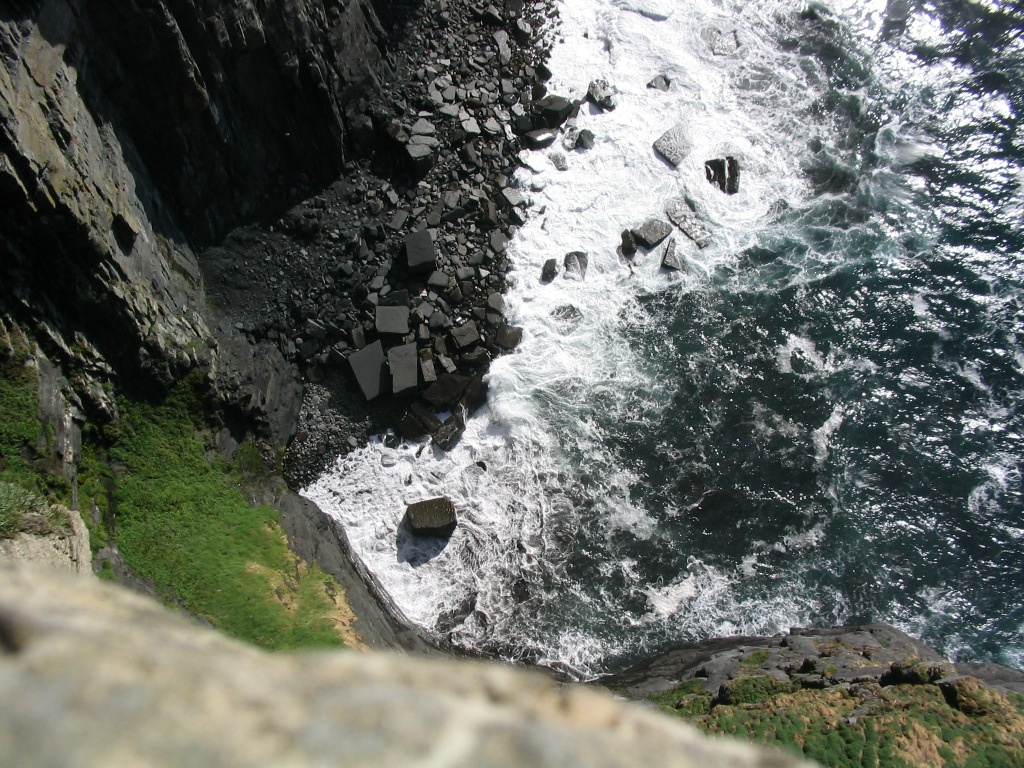
Imatge des de dalt dels penya-segats

La torre d'O'Brien (O'Brien 's Tower) és una torre circular de pedra que es troba aproximadament en la meitat dels penya-segats. Va ser construïda per Sir Cornellius O'Brien el 1835 com a mirador per als centenars de turistes que acudien al lloc fins i tot en aquell temps. Des de dalt de la talaia es poden veure les Illes Aran i la Badia de Galway, i al fons les muntanyes Maumturk a Connemara. Són un dels grans atractius Naturals d'Irlanda i reben prop d'un milió de visitants cada any.
Els penya-segats són una notable atracció turística, de manera que hi ha un centre de visita i un estacionament en el lloc. Hi ha un sender que recorre els penya-segats en tota la seva longitud.
Els penya-segats de Moher apareixen com els "Penya-segats de la Bogeria" (Cliffs of Insanity) a la pel·lícula de 1987 La princesa promesa (The Princess Bride), el 2008 van servir de lloc de rodatge del vídeo "L'amore" del duet italià pop Sonohra i el 2011 van ser utilitzats pel grup de rock nord-americà Maroon 5 per gravar el vídeo del senzill "Runaway".